# Крупец (посёлок станции, Рыльский район)
Крупец — посёлок станции в Рыльском районе Курской области. Входит в Крупецкий сельсовет.

## География
Посёлок находится в 135 км западнее Курска, в 30,5 км западнее районного центра — города Рыльск, в 7 км от центра сельсовета  — села Крупец.
Климат
Крупец, как и весь район, расположен в поясе умеренно континентального климата с тёплым летом и относительно тёплой зимой (Dfb в классификации Кёппена).

## Население
| 2002 | 2010 |
| ---- | ---- |
| 113  | ↘97  |

## Инфраструктура
Личное подсобное хозяйство. В посёлке 56 домов.

## Транспорт
Крупец находится в 1 км от автодороги регионального значения 38К-017 (Курск — Льгов — Рыльск — граница с Украиной), на автодороге межмуниципального значения 38Н-370 (38К-017 — ст. Крупец). Станция Крупец (линия Хутор-Михайловский — Ворожба).
В 196 км от аэропорта имени В. Г. Шухова (недалеко от Белгорода).